# 輸城駅
輸城駅（スソンえき、수성역）は、朝鮮民主主義人民共和国咸鏡北道清津市松坪区域に位置する朝鮮民主主義人民共和国鉄道省咸北線および康徳線の駅である。

## 歴史
- 1916年11月5日：開業[1]。